# Ermita del Humilladero (Guadalupe)
La Ermita del Humilladero es una ermita situada en el municipio de Guadalupe, provincia de Cáceres. Se sitúa en el cerro de las Altamiras, a unos 4 kilómetros de la puebla y constituye un excelente mirador. 
La ermita del Humilladero, cuyo verdadero nombre es de la Santa Cruz, fue comenzada a finales del siglo XV para que los peregrinos pudieran orar al ver el santuario de Guadalupe. Miguel de Cervantes trajo aquí sus cadenas de cautiverio en Argel, para ofrenda de la virgen de Guadalupe. 
Está construida en ladrillo aplantillado y tiene bóveda de crucería. Su estilo mudéjar “gótico de ladrillo” se aprecia en sus ventanales de tracería y rosetas. En su construcción se usaron las mismas normas que en el templete del claustro mudéjar del monasterio de Guadalupe. Fue declarada Monumento Nacional en 1931 y Bien de Interés Cultural.